# Monogram
Monogram je grafični znak, pogosto narejen iz začetnic imena in priimka, za klasični monogram pa je značilno, da so inicialke med seboj prepletene. 
Pri monogramih zakoncev so pogoste kombinacije začetnic imen in priimka. Tudi nekateri logotipi podjetij ali blagovne znamke imajo za osnovo monograme.

## Verski monogrami
Med s krščanstvom povezane monograme sodijo t.i. Kristogrami in Mariogrami.
Eden najstarejših kristogramov je t.i. ☧, sestavljen je zapisa grških črk Hi (zapis: X) in Ro (zapis: P), ki sta prvi dve črki grške besede χριστός »Kristus«.
- Kristogram ☧
- Mariogram na oltarni mizi
- Mariogram na freski
- Monogram IHS
- Crismon sv. Ambroža na Milanski stolnici

- monogram IHS

## Galerija
- Monogram na keramiki, v Parizu
- Kraljevi monogram bolgarskega kralja Borisa III.
- Monogram Marka Twaina na njegovi knjigi
- Monogram v oznaki podjetja Liverpool Overhead Railway Company
- Monogram kneza Huga in kneginje Christiane Windischgrätz na kovani balkonski ograji Trebniškega dvorca